# 赵龙虎
赵龙虎（韓語：조룡호，1960年6月—），吉林省龙井市人，朝鲜族，1977年7月参加工作，1985年5月加入中国共产党，在职研究生学历。曾为第十三届全国人民代表大会吉林地区代表。
历任吉林省延边州国税局副局长；中共图们市委副书记（正县级）；延边州财政局副局长（正县级）；延边州财政局局长；延边州副州长、州财政局局长；中共延边州委常委、副州长，统战部部长；2017年8月，任吉林省延边朝鲜族自治州人大常委会党组书记、主任。
2018年2月24日，当选为第十三届全国人大代表。
2019年5月，赵龙虎因涉嫌严重违纪违法，接受纪律审查和监察调查。同年12月23日被开除党籍。2020年12月15日，赵龙虎因犯受贿罪被吉林省松原市中级人民法院判处有期徒刑七年，并处罚金人民币一百万元。没收其受贿违法所得及孳息并上缴国库。检方指控赵龙虎自2006年至2019年利用担任延边州财政局局长、副州长、延边州人大常委会党组书记、主任等职务的便利及职权、地位形成的便利条件，通过其他国家工作人员职务上的行为，为相关单位和个人在获得财政资金支持、承揽工程、工作调动等方面提供帮助，先后多次非法收受20余家单位和个人给予的财物等共计折合人民币1508.9507万元，获得股权分红人民币112.9万元。